# 대한민국의 소방

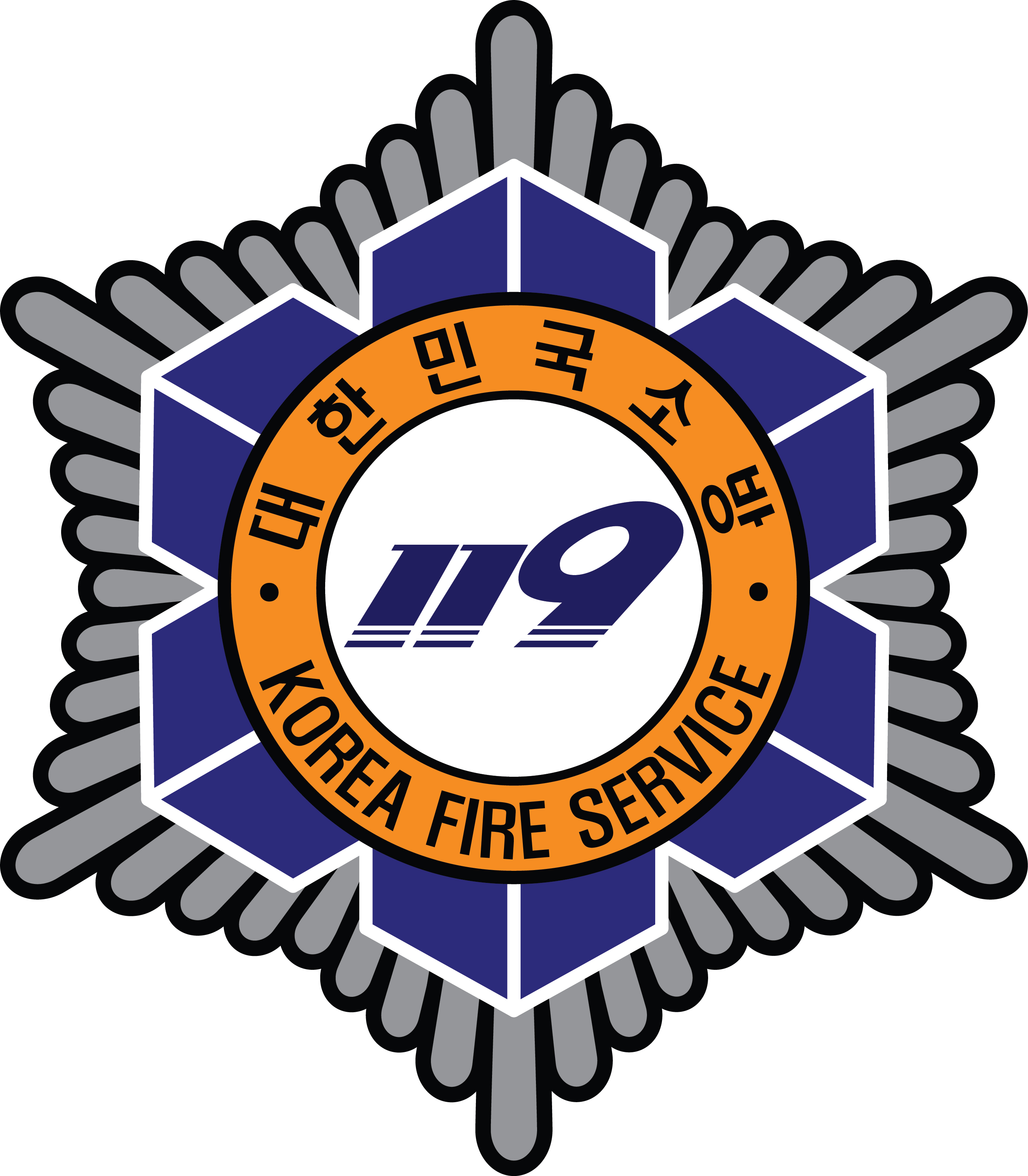
대한민국 소방공무원 소매표장

대한민국의 소방(大韓民國의 消防, Korea Fire Service)은 대한민국 국민의 생명과 재산을 보호하고 위험을 예방하기 위해 화재 진압과 인명구조, 응급환자 구호, 재난의 예방, 재난 발생 시 대응, 재난 발생 후의 복구 등의 일을 말한다. 대한민국에서 소방을 담당하는 사람은 소방공무원, 의무소방원, 의용소방대원이다. 소방 활동에 대해서는 소방기본법에서, 구조와 구급활동에 대해서는 119구조·구급에 관한 법률에서 규율한다. 국가 소방과 자치 소방으로 구분되며, 국가 소방은 소방청에서 주관하고, 자치 소방은 각 광역지방자치단체가 주관한다.
소방 활동을 하기 위해서 여러 조직을 설치하고 장비를 활용하고 있으나 지휘체계의 문제, 소방조직의 위상 문제, 소방공무원에 대한 열악한 대우 등 여러 가지 비판이 존재한다.

## 역사

### 삼국시대
삼국사기에 따르면 문무왕 2년, 6년, 8년에 화재가 발생했던 것으로 기록되어 있어 방화에 대한 개념이 생겨난 것으로 추측하기도 한다. 마찬가지로 삼국사기에는 연개소문의 정변 때 연개소문이 휘하에 있던 동부의 병력을 동원해 수도 평양성에 방화를 저지르자 국왕 직속인 중부의 병사들이 불을 끄느라 경비가 흐트러졌다는 기록이 있다.

### 고려시대
고려시대부터 국가차원의 소방에 관한 제도가 마련되기 시작해 '금화제도'라는 명칭으로 화재를 예방하였으나, 전문조직은 존재하지 않았다. 다만, 각 관아의 당직자나 책임자가 화재를 예방할 책임을 지고 있었으며, 관리가 불을 예방하지 못하면 면직시켰으며, 민간인이 실수로 불을 내거나 고의로 불을 낸 경우 불을 낸 장소에 따라 차등하여 벌을 주었고, 문종 20년 운여창 화재 이후로 금화관리자를 창고에 배치해 어사대가 수시로 점검하여 직무를 태만히 한 경우 벌을 주었다.

### 조선시대

1900년대 궁중소방대의 완용펌프조작훈련

조선시대의 소방제도는 《조선경국전》에서 정비되어 1426년(세종 8년)에 한반도 최초의 소방전문조직인 금화도감이 병조 아래에 설치되어 방화업무를 담당하기 시작하였고, 같은해 6월에 하천을 관리하는 일을 겸하게 하였다가 역시 같은 해 "상시로 늘 모두 다스릴 일이 없는데 모두 설립되어 있어 폐단만 있으니 병합하자"는 주장이 있어 수성 금화 도감으로 합하여 공조 산하로 설치되었다. 1460년(세조 6년)에 한성부로 합하여 폐지되었다가 《경국대전》 반포 이후인 1481년(성종 12년)에 수성금화사로 재설치되었다. 초기에는 금화군(禁火軍)이 화재를 진압하였고, 세조 때 금화군을 멸화군(滅火軍)이라 개칭하고 24시간 대기시켰다. 그러나 임진왜란 이후 수성금화사 또한 폐지되어 병조와 한성부가 필요에 따라 금화 업무를 담당하였다. 1894년(고종 31년) 7월에 경무청 관제를 확정하면서 경무청이 화재에 관한 사항을 담당하도록 하였다.

### 일제강점기

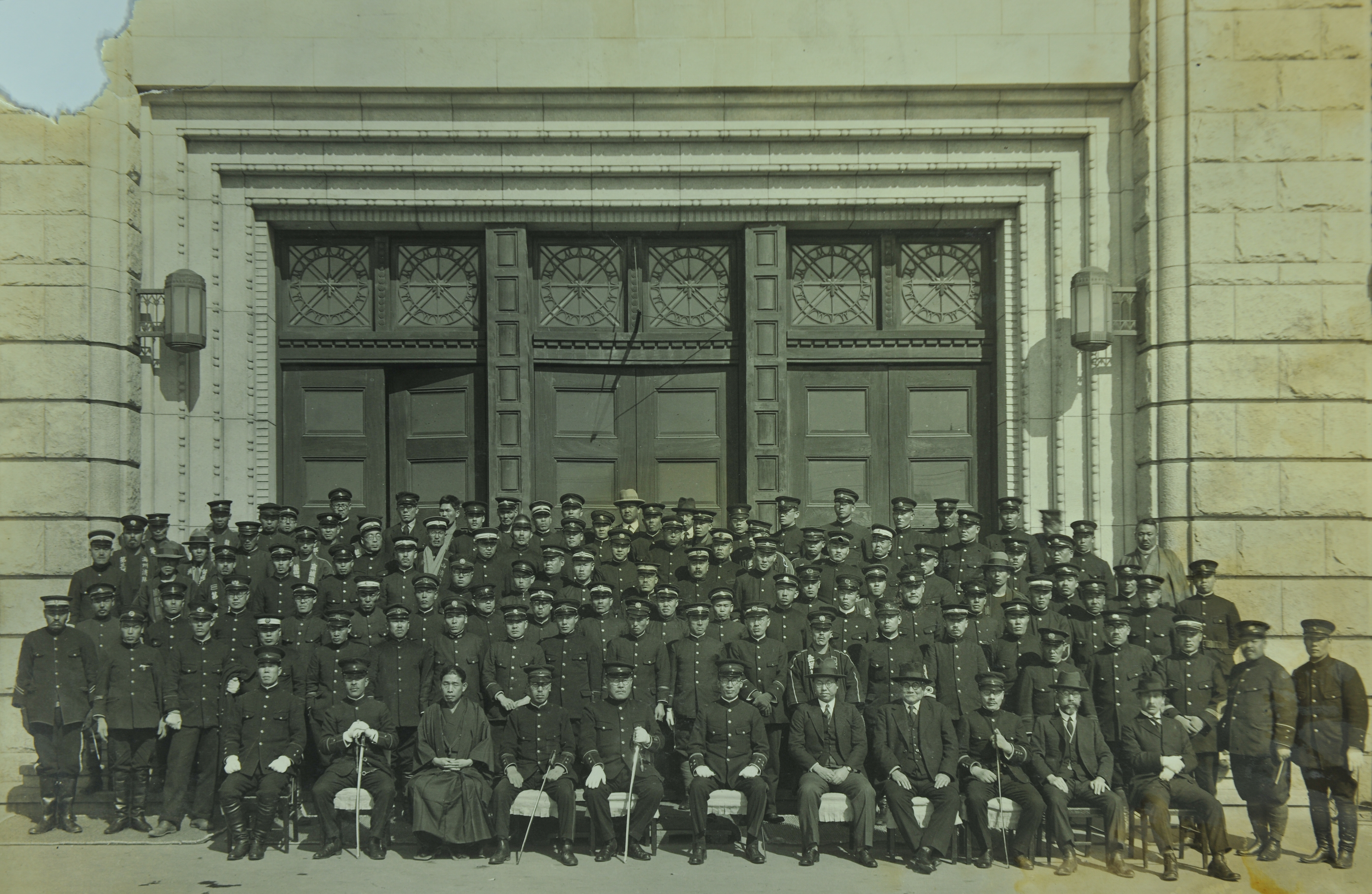
1931년 경성소방서 전직원 기념촬영

조선총독부 경무국 방호과나 보안과, 경비과에서 담당하였으며 1910년대에 서울시내 경찰관서에 소방관을 배치하고 그 외의 주요도시에도 소방조를 편성해 소방관을 배치하였다. 1922년 경성소방조가 경성소방소로, 1925년에는 최초의 소방서인 경성소방서가 개서하였다. 소방조는 1910년에 68개에서 1938년까지는 1398개로 증가하였고, 1939년에는 기존의 소방조와 수방단을 경방단으로 통합하였다.

### 미군정기, 대한민국

#### 국가소방의 역사
1950년 경무부 토목부 중앙소방위원회를 내무부가 인수하여 치안국 소방과에서 분장하게 하다가, 1950년에는 치안국 보안과 소방계로 축소하였고, 1955년에는 경비과 방호계와 합하여 치안국 보안과 방호계가 소방업무를 담당하였다. 1961년 이후 소방과가 재설치되어 1971년 이전까지는 내무부 치안국 소방과에서 담당하였으며, 1975년 이후에는 민방위기본법이 시행되면서 민방위본부 소방국에서 담당하였다. 1982년 1월 1일 구급대가 신설되고, 1988년 서울올림픽을 대비하기 위해, 구조대를 신설되었다가 이후 대구지하철 화재 사고와 태풍 매미로 인한 피해 이후 2004년에 소방방재청이 설치되었으나, 2014년에 세월호 침몰 사고의 여파로 인해 해체되어 국민안전처로 편입되었다가, 2017년 7월 26일에 소방청으로 분리되었다.

#### 자치소방의 역사
1945년 미군정기에 중앙소방위원회를 설치하고 소방과 통신을 합해 경무부에 소방과를 설치하였다. 이후 1946년에 소방부 및 도소방위원회, 시읍면 소방부가 설치되고 1947년에 소방청이 설치돼 상무부 산하에서 자치화되었다가 1948년에 다시 경찰행정체제에 속했다. 1972년에 최초로 서울특별시와 부산직할시에 소방본부가 설치되었고, 1975년 각 도에 민방위국 소방과를 두어 소방사무를 관장하게 하였다. 1976년부터는 소방서가 설치되지 않은 지역에 한해 소방사무를 시장이나 군수가 담당하도록 하였다. 이후에도 직할시(광역시)에 소방본부가 설치되다가 1992년에 전국의 도에 소방본부가 설치되어 현재의 자치소방이 되었다.

## 소방 조직
대한민국의 소방 조직은 행정안전부 산하의 소방청이 있으며 각 시도의 지방자치단체장 휘하의 시도 소방본부가 조직되어 있다. 소방청 직할 기관으로 중앙119구조본부와 중앙소방학교 등이 있으며 지방소방학교와 일선 소방서 등은 각 시도의 자치단체장이 관리한다.

### 소방관서

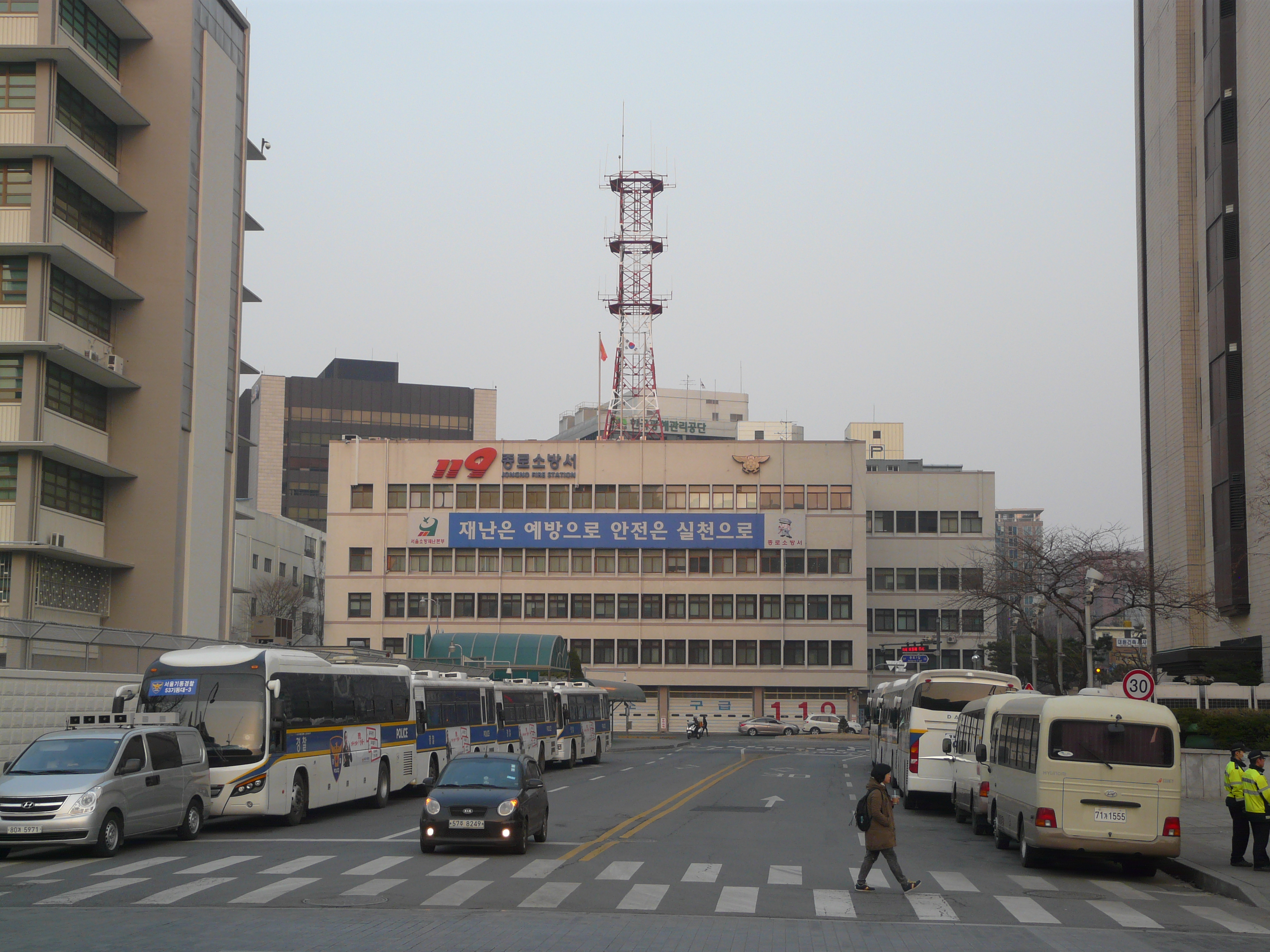
서울종로소방서

소방관서는 소방청, 시도 소방본부, 소방학교, 소방서, 119안전센터 등이 모두 포함되며 일상적으로 만날 수 있는 소방서가 대표적인 소방관서에 해당된다.
- 소방청

소방청은 국민안전처 중앙소방본부가 2017년 7월 26일에 분리된 기관으로, 국가단위의 소방 업무를 담당한다.
- 소방본부

각 광역자치단체별로 설치하는 것이 원칙인 부서로 일선 소방서들의 상위 기관이다. 본래 기초지방자치단체에는 설치할 수 없으나, 예외적으로 창원시 소방본부는 특별법에 의해 설치되었다.
- 소방학교

중앙소방학교와 각 지방 소방학교들이 해당되며 소방공무원의 교육, 훈련과 소방업무의 연구 증진에 그 목적이 있다.
- 소방서

소방업무를 수행하는 일선 부처로 각 관할 지역의 화재, 구조, 구급등의 소방업무를 책임지는 기관이다.
- 119안전센터

119안전센터는 소방서의 하위기관으로, 읍면동을 관할하며 각 담당 지역의 화재를 진압하고 응급환자를 구호한다. 화재진압대와 구급대로 구성되어 있다.
- 119구조대

119구조대는 소방서 당 1개씩 설치하는 것이 원칙으로, 소방서가 담당하는 지역의 구조업무를 전담한다. 구조대는 일반구조대, 특수구조대(화학구조대·수난구조대·산악구조대·고속국도구조대·지하철구조대), 직할구조대, 테러대응구조대로 나뉜다.
- 119지역대

119지역대는 119안전센터의 하위기관으로 119안전센터를 두기에는 인구가 적고 인근 안전센터의 거리가 먼 경우에 설치하며 1명 - 3명의 소방공무원이 근무한다.

### 위상 문제
대한민국 소방방재청이 대한민국 국민안전처 중앙소방본부로 통합될 때 소방총감 계급이 폐지되면서 소방총수가 강등되면서 소방공무원의 사기가 떨어진다는 주장이 있었다. 별 잘못도 없이 최고 책임자의 계급이 강등되는 것과 대한민국 소방방재청이 해체되는 것에 대해 반발하는 청원글도 올라왔다.
반면 안전행정부는 "국가안전처 신설안은 소방 기능이나 위상을 축소하는 것이 아니다"라고 말하면서 "정부조직법상 차관은 모두 정무직이기 때문에 국가안전처 차관도 정무직으로 규정된 것"이라며 "장·차관에 소방직이 갈 수도 있으니 방재청의 직급이 낮아지는 것이 아니다"라고 반박하면서 "현장 출동 인력과 특수기동대는 대폭 보강이 될 것이며, 입법예고된 국가안전처 계획은 소방기능의 확대이지, 축소는 아니다"라고 설명했다. 또한 다른 안전행정부의 관계자는 "현재 모든 부처의 차관은 정무직으로 돼 있으나 입법논의 과정에서 국가안전처의 차관은 정무직 또는 소방공무원으로 규정하는 방안도 생각할 수 있다"고 말했다.
그러나 소방방재청의 해체를 막으려는 움직임이 일어나고 있으며, 해당 청원을 올린 소방관은 "국가안전처 장·차관이 모두 정무직으로 소방공무원은 소방정감만 보임이 가능하다. 소방총감이 배치될 직위가 없어 실질적 축소인 셈"이라며 "국가안전처 소방본부장이 서울·경기 소방본부장과 계급이 같아 지휘권 정립에 문제가 발생한다"고 주장했다. 또한 '인력 대폭 확충·기존 기능 강화'라는 것은 전시행정이라며 "중앙119구조본부 소속 구조대원은 전국 소방인력의 0.38%인 151명이고, 시·도 소속 소방공무원은 39,197명(99.62%)"이라며 "시·도 소방본부와 소방서의 기능과 인력을 확충하는 방안이 없다"고 비판하였다. 또한 안행부의 '다양한 의견을 수렴해 정부안을 확정하겠다'고 한 해명에 대해 "국가안전처는 타 행정부처와 달리 인명구조와 지휘기능이 강조된 기관이므로, 그 특성에 맞게 현장지휘가 가능한 특정직을 부기관장으로 임명해야 한다"고 주장했다. 이러한 비판으로 인해 국민안전처 중앙소방본부장을 소방총감으로 임명하는 등의 변화가 있었으며, 소방청으로 분리된 이후에는 소방청장과 소방청 차장 모두 소방공무원으로 임명하는 등의 변화가 있었다.

### 소방서 설치규정의 미준수
소방서는 하나의 시·군·구에 한 개의 소방서를 설치하는 것이 원칙이나 규정이 지켜지지 않고 있으며, 강원도 소방본부가 화재 인명피해를 분석한 결과 소방서의 유무에 따라 사망률에 유의미한 차이가 있음이 확인되어 소방서 설치의 중요성이 강조되었다. 그러나 소방서 1곳을 신설하는데 70억 가량의 예산이 소비되어 재정자립도가 열악한 지자체에서는 소방서 신설에 소극적으로 대응하고 있다.

## 대한민국의 소방관

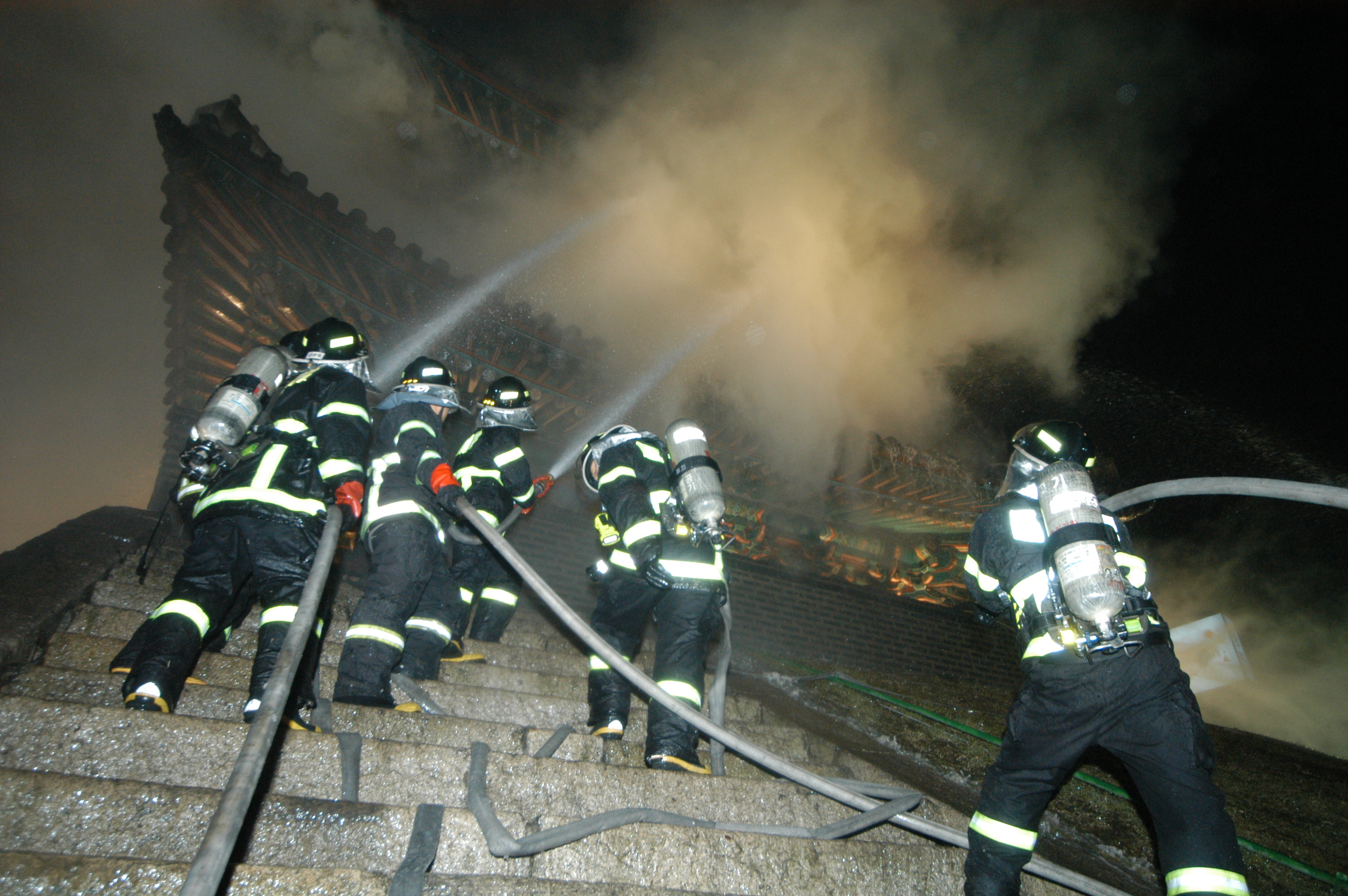
숭례문 화재 사고 당시 화재를 진압하는 소방공무원

소방관(消防官)은 소방업무를 직업적으로 수행하는 사람을 의미하며 소방공무원을 일상적으로 이르는 말이다. 대한민국의 소방관은 그 업무에 따라 119화재진압대, 119구조대, 119구급대로 나뉜다. 이는 업무상의 구분일 뿐, 법령상 화재진압대원, 구조대원, 구급대원 모두 소방공무원이며 소방학교에서 교육하는 구조과정을 수료하여야 한다. 1개 구급대에 응급구조사나 간호사가 반드시 포함되어야 한다. 임명권자는 소방서장으로 자격증에 따라 순환하여 임명한다.
- 119화재진압대원: 화재진압대원은 119안전센터에 소속되어 소방의 고유 업무인 화재에 관한 일을 수행하는 소방공무원으로서 화재의 예방과 화재발생시의 진압을 주 업무로 한다. 특별한 자격증을 요구하지 않는다.
- 119구조대원: 구조대원은 119구조대에 소속되어 인명 구조를 최우선으로 수행하는 소방공무원으로서 재난현장에서의 인명 검색과 구조를 담당하는 일을 주 업무로 한다.[30]
- 119구급대원: 구급대원은 119안전센터에 소속되어 부상자나 생명이 위독한자를 응급처치함과 동시에 의사에게 치료를 받을 수 있도록 병원으로 신속히 이송하는 업무를 수행하는 소방공무원을 말한다.[32]
- 항공구조구급대원: 항공대에서 소방헬기에 탑승하여 구조구급업무를 수행하는 소방공무원을 말한다.

### 소방공무원의 계급
국가직 11계급, 지방직 10계급으로 나뉜다. 비간부인 소방사시보, 소방사, 소방교, 소방장은 '정화·개선'을 의미하는 육각수 아래에 관창 및 호스 형태를 받친 것이다. 중간간부인 소방위, 소방경, 소방령, 소방정은 관창과 호스를 뺀 소방사시보용 계급장을 6각으로 두른다. 고위간부인 소방준감, 소방감, 소방정감, 소방총감은 가운데에 태극을 두고 소방위용 계급장을 5각으로 둘러 별을 형상한다.

### 소방공무원의 임용
대한민국의 소방공무원으로 채용하는 과정은 다음과 같다. 임용권자는 소방청장(국가소방공무원)과 각 시·도 광역단체장(이하 시·도지사, 지방소방공무원)으로 이원화되어 있다.
- 사법시험, 5급 공채(행정) 합격자 특별채용 - 임용계급은 일선 소방서의 과장급인 소방령이다.
- 소방간부후보생 - 매년 30명을 선발하며, 중앙소방학교에서 1년 간의 초급간부 교육을 수료한 후 소방위로 임용된다.
- 소방사 공채 - 공개채용시험 외에 의무소방원 전역자 및 특수부대 2년 이상 근무한 전역자에 한해 특채를 거쳐 소방사로 임용된다.

### 양성평등 정책
대한민국의 소방기관에서 근무하는 여성은 2018년 5월 기준 3605명로, 전체 소방공무원의 7.82%이다. 여성 소방관 중 최고 계급은 소방정이며, 5명에서 4명으로 감소하였다.
그러나 구급대원이 아닌 여성 일반 소방관의 대부분이 현장직이 아닌 사무직으로 보직을 받고, 체력검정의 기준이 평균적으로 남성의 65%에 불과하여 여성 소방관이 현장 가용 인력에서 사실상 배제된다는 주장도 있다. 물론 이에 대해서는 이견이 있는데 여성 소방공무원의 양성교육 시 체력측정은 남성과 동일하게 이뤄지며 비 구급대원 여성 소방공무원을 사무직에 보직하는 것도 대게는 인사명령을 따르는 것이라 그렇다.

### 근무시간 및 질병 문제
대부분의 외근직 소방공무원의 근무형태는 2조 맞교대로, 주 84시간을 근무한다. 이는 대한민국의 법정근로시간인 1주 40시간을 두배 이상 초과하고 있다. 이는 소방공무원의 사기저하를 불러올 수 있으며 이에 따라 소방공무원들이 3교대를 주장하는 근거가 된다. 또한 외상 후 스트레스 장애의 치료에 대한 지원도 거의 없으며, 총 정원 3만 7894명 중에 2만 1376명이 직업병을 갖고 있거나 직업병을 갖고 있는 것으로 의심받고 있다. 확실히 직업병을 가진 소방관은 14.3%였다. 그러나 공상을 신청할 경우 인사상의 불이익 때문에 부상을 입은 88%의 소방관이 공상을 신청하지 못했으며, 직무연관성으로 인해 백혈병이나 혈액암이 발병해도 공무원연금공단에서는 공상을 인정하지 않고 있으며, 2008년에 대법원이 직무연관성을 인정했음에도 이후의 공상 신청에서 불승인 판정을 내고 있다.

### 인력부족 문제
경기도나 전라남도의 경우 3교대가 실시되었지만, 총원은 그대로인 상황에서 3교대를 실시하여 출동대의 정원을 채우지 못하고 있다. 11명이 2개 조로 나누어 근무하는 119안전센터의 경우 진화를 전담하는 대원은 1명이고, 장성 요양병원 화재 사고 당시 최초로 화재 신고에 대응한 담양소방서 삼계119안전센터의 당시 근무 인원은 총원 6명 중 5명이었고, 그 중 2명은 다른 현장에 출동한 상태여서 3명만이 현장에 출동하였다. 그 외에도 인력이 부족하여 소방관 1명이 화재진압·구조·구급·소방차량 운전을 담당하는 "나홀로 지역대"도 존재한다. 새정치민주연합의 김현 의원이 소방방재청에서 2013년 9월 24일에 제출받은 "나홀로 지역대"의 현황은 2012년 12월 31일 기준으로 538개에 이르렀으며, 2014년의 경우 81개, 2016년에는 59개소로 줄어드는 추세에 있으나, 소방관이 배치되지 않은 지역대도 132개소에 달한다.
또한 인력의 총원 자체가 부족하다는 지적도 있다. 대한민국의 경찰공무원 1인당 담당하는 주민의 수는 500명인데 반해, 소방공무원은 1명당 1306명을 담당하고 있다. 경기도가 소방공무원 1명당 1989명을 담당해 가장 숫자가 부족했고, 강원도가 673명으로 가장 양호했다. 수원시의 경우 경찰은 3개 경찰서 1600명의 인력이 근무하는데 반해 소방은 1개 소방서 370명이 근무하는데 그쳤다. 소방력 보강을 위해 지방에 예산을 내려보내지만 그 돈을 다른 곳으로 써도 어찌할 도리가 없고, 특별 교부세가 내려오면 그만큼을 기존의 예산에서 떼어 유용하기도 한다. 이러한 결과로 2014년 말을 기준으로 현장에 출동하는 소방공무원은 5만 493명이 필요한데 반해 실제 현장에 출동 가능한 소방공무원은 2만 9783명으로 기준보다 2만 710명이 부족해 결원율이 41%에 달했다. 이러한 인력 부족은 현장에서의 대응과 평시의 장비 관리가 부실해지는 원인이 될 수 있다는 지적이 있다. 2018년에는 전체 부족율이 37%로 다소 완화되었지만 지역별로 편차가 크다. 소방청은 2022년까지 소방공무원 2만명을 충원할 계획을 갖고 있었으며, 지속적으로 증원이 이루어져 2023년 3월 기준으로 6만 6천여명까지 늘어났으나 지방자치단체 별로 소방공무원 1명이 담당하는 인구의 수가 최대 3.5배까지 차이가 나는 등 소방 인력이 비효율적으로 운용되고 있다는 지적도 있다.

### 국가직 전환 및 자치 사무 문제
2020년 4월 1일 이전까지 경찰과 달리 소방은 중앙부처인 소방방재청과 소방준감 이상의 고위 간부를 제외한 나머지 소방공무원은 각 광역자치단체 소속의 지방공무원이었다. 이는 각 지역의 일선 소방업무를 각각의 광역자치단체에 위임함으로써 이뤄진 현상으로 소방공무원의 임관과 진급 등의 인사를 포함한 모든 업무가 지방자치단체장에게 위임되어 있어 소방공무원의 사기저하와 복리증진, 또한 소방업무의 발전에 있어 이롭지 않다는 의견이 있었다. 또한 지자체별로 장비와 인원을 확충하도록 되어 있어 예산은 낭비되고 효율은 떨어진다는 지적이 있었다. 이러한 문제로 소방관들은 2001년부터 국가직으로의 전환을 요구했다.
그러나 2014년 5월 28일 안전행정부는 "외국도 소방은 지방사무이고, 화재에 일차로 대응하는 곳이 지차체이며, 국가안전처의 신설로 소방직을 국가직으로 하는 것은 비효율이다"라고 말했으나, 소방방재청의 해체를 막아달라는 글을 올린 소방관은 "가장 선진화된 미국과 일본의 소방을 말하자면, 미국은 주 사무인데, 그 주는 대한민국보다 큰 주가 대부분이라는 것은 상식"이라면서 "주를 국가 개념으로 봐야 한다"고 주장했다. 이어서 "일본은 시·정·촌의 소방서가 각종 재난재해에 모두 대응한다"면서 "대한민국과는 다르다. 소방서가 모든 방재업무를 포괄해 이루어지는 강력한 소방행정체제다. 안전총괄과라는 행정관료들로 이루어진 조직이 '자료 제출하라, 계획 수립하라'는 '페이퍼 워크' 하는 것과 해양재난은 해경, 육상재난은 소방으로 분리한 것과는 참 많이 다르다"고 주장했다.
이재오 새누리당 의원은 2013년 4월에 소방공무원을 국가직으로 하는 법안을 발의했고, 새정치민주연합의 김영록 원내수석부대표 또한 유사한 법률을 2014년 6월에 발의하였으며, 2017년에 출범한 문재인 정부에서 소방공무원의 국가직 전환을 추진하고 있으나, 지방분권에 역행한다는 시도지사의 반대도 존재한다.
2019년 11월 19일 제371회 11차 국회 본회의에서 소방공무원법(대안)이 통과됨에 따라 2020년 4월 1일 국가직으로 신분이 전환되었으나 소방 사무는 자치 사무로 구분되어 반쪽짜리 국가직 전환이라는 평가를 받고 있다.

### 기타 처우 문제
2001년 홍제동 주택 화재 당시 소방공무원이 방수복(비옷)을 지급받고 있다는 점이 지적되었으나 2011년까지 방화복과 공기호흡기가 제대로 지급되지 않았었다. 2024년에는 백패커2에서 1식 급식단가가 4천원에 불과한 점이 지적되었으나, 평균은 이보다 더 낮은 3천원 대인 것으로 나타났다.

## 재난 대응
소방조직은 각종 사회 재난과 자연 재난에 대응한다. 과거의 대응 체계는 인적·사회적 재난은 안전행정부가, 자연 재난은 소방방재청이 주관했으나, 국민안전처의 신설로 통합되어 모든 재난은 국민안전처가 담당했었다.
2018년 기준으로 재난 관리는 대한민국 행정안전부가, 육상 재난 대응은 대한민국 소방청과 지역 소방본부가, 해양 재난 대응은 대한민국 해양경찰청이 담당한다. 국가단위의 대규모 재난이 발생하는 경우 중앙재난안전대책본부를, 지역단위의 대규모 재난이 발생하는 경우 광역자치단체 단위로 재난안전대책본부를 둘 수 있다. 이 경우 소방조직은 인명구조를 위해 국가단위 재난의 경우 소방청에 "중앙긴급구조통제단"을, 지역단위 재난의 경우 소방서에는 "시·군·구 긴급구조통제단"을, 소방본부에는 "시·도 긴급구조통제단"을 설치할 수 있다.
그러나 산불의 경우 예방과 감시는 지방자치단체의 5개월 기간제 근로자가, 진화는 지방자치단체 기간제근로자나 산림청 산하의 10개월 기간제 근로자인 산불재난특수진화대가 담당하며 소방기관은 유관기관으로 협조에 응한다.
공항에서 발생한 재난의 경우 인천국제공항은 인천국제공항공사 산하의 외주 용역업체가 담당하다가인천공항공사의 임시법인 자회사가 담당하는 것으로 전환되었고, 향후 인천국제공항공사가 직접 담당할 계획이다. 그 외의 공항은 한국공항공사와 용역계약을 맺은 외주소방구조대가 1차로 대응하나, 자위소방대이기 때문에 정식소방대로 인정받지는 못한다.

## 소방장비

### 기동 장비

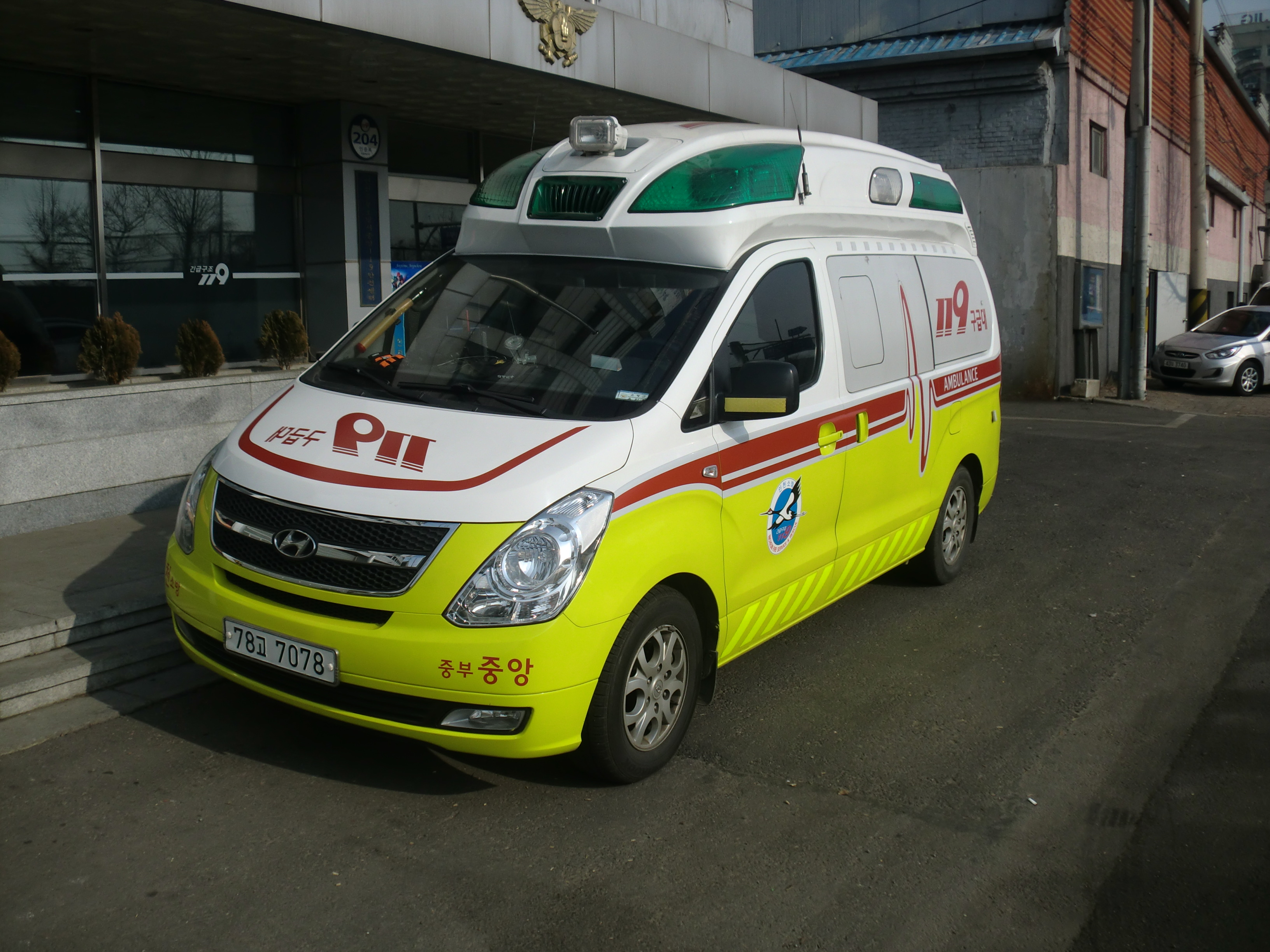
인천중부소방서 소속 119구급차

지휘차는 소방활동상의 지휘를 위해 운용되는 차량으로 모든 재난 현장에 출동하여 활동하는 차량이다. 펌프차는 화재 시 불을 전문적으로 끄는 소방차로 각 안전센터마다 1 ~ 2대씩 운용하고 있으며, 진압요원 4 ~ 5명이 한 조가 되어 출동한다. 물탱크차는 펌프차보다 훨씬 많은 양의 물을 운용할 수 있도록 만들어진 차로 펌프차 또는 다른 소방차의 물이 소진되면 물을 공급해 화재를 원활히 진압할 수 있도록 도와준다. 화학차는 기름이나 화공약품 등에 의한 특수화재시 특수소화약제를 사용해 화재를 진압한다. 고층에 화재가 발생한 경우 유리창 등을 파괴한 후 화재를 진압하는 무인방수탑차와 인명을 구조하는 고가사다리차, 굴절사다리차가 있다. 각종 재난사고 현장에서 구조 장비를 이용해 인명구조를 전문으로 하는 구조공작차, 환자에게 응급처치를 하면서 병원으로 이송하는 구급차가 있다. 그 외에도 지하에 화재가 발생해 연기가 들어찬 경우 연기를 제거하는 배연차와 야간작업을 지원하는 조명차, 산악·수난사고 등에 출동하여 활용하는 소방헬기, 수난사고에 출동하여 활용하는 소방정이 있다.

### 진압장비
수관은 호스를 일컬으며 소화전이나 소방차의 펌프에 연결해 물을 공급한다. 구경은 40mm와 65mm가 있고, 결합구는 나사식이다. 수관의 끝에는 소방관창을 결합하여 수관이 꼬이는 것을 방지하며, 화재진압시 파지하여 방수와 방수형태를 조절할 수 있다. 소방차나 소화전 없이 고여 있는 물 등을 이용해 화재를 진압하는 경우 이동형 소방펌프를 임시로 설치하여 화재를 진압한다.

### 구조장비
갇혀있는 사람을 구조하기 위해 문 등을 강제로 절단하는데에는 동력절단기를 사용하고, 절단하지 않고 그 틈을 벌리는 데에는 유압스프레다를 사용한다. 고립된 사람을 구하기 위해 로프를 발사하거나, 인명을 해치는 동물을 포획하는데에는 구조용 다목적 공기총을, 화재 현장에 진입하여 사람을 구조하기 위해 탐조등을 사용한다.

### 개인장비

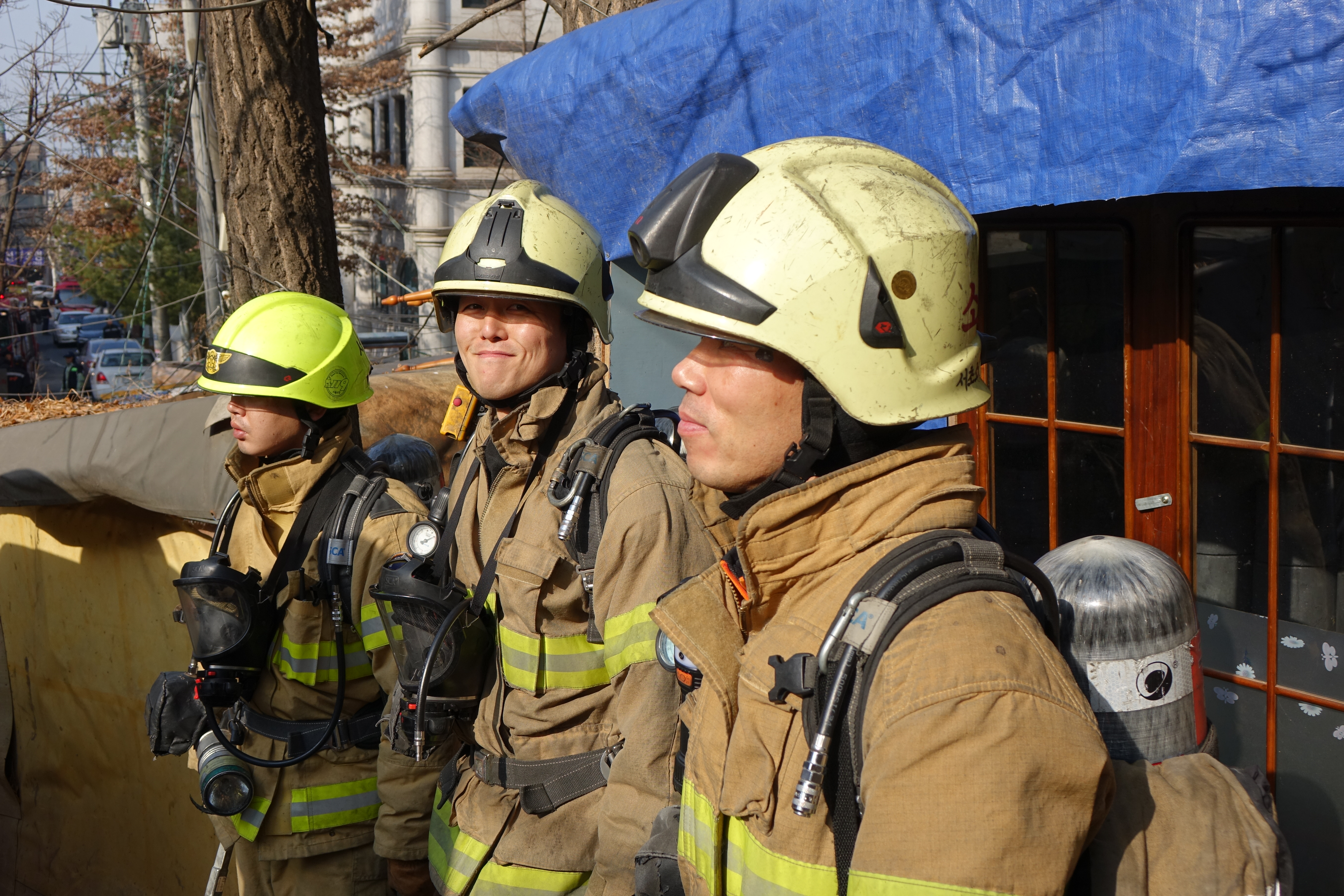
방화복 등 개인장비를 착용한 서울서초소방서 소속 소방공무원

소방관을 보호하기 위해 소방헬멧, 방화복, 안전화, 공기호흡기, 방열복 등이 지급된다. 공기호흡기는 1996년에 발생한 순직 사고 이후에 전면적으로 보급되기 시작했으며, 방화복은 2001년에 발생한 홍제동 화재 사고 이후에 전면적으로 보급되기 시작하였다.

### 소방장비 교체 문제
인천광역시 소방안전본부 소속의 한 소방관은 자신의 트위터에 "헬멧은 녹아 부피가 줄었고 방화복은 누렇게 타버렸습니다. 현재 전국 대부분의 소방관이 이 장비를 착용하고 있습니다"라고 말했다. 그러면서 "하지만 2012년 국회의원들은 소방장비 구입을 위한 예산을 전액 없앴습니다"라고 주장했고, 실제 국회는 소방방재청이 요청한 장비교체예산 402억원을 전액 삭감했다.
또한 국가보조금은 20%에 불과해 지자체의 재정 여건에 따라 장비의 지급이나 교체도 지연되고 있다. 소방방재청은 "일부의 과장된 얘기를 확대시키는 것이다", "지방재정 차이에 따라서 시기가 늦어질 수는 있지만 지급 안되는 일은 거의 없다", "지방소방서에서 컴플레인이 들어온 적이 없다"고 밝혔으나, 새정치민주연합의 김현 의원은 "국정감사 기간에 매년 지적됐던 상황"이라며 방화복의 21.7%, 방화두건 6%, 안전화 20.8%, 헬멧 24.2%, 소방자동차의 21.1%가 내구연한을 넘겼다고 밝혔으며, 개인의 돈으로 장갑이나 기동화 등의 필요한 장비를 구입하기도 한다고 주장했다.
또한 방염처리가 필수적인 소방장갑 대신 농어업용 고무장갑이 지급되기도 하며, 개인장비의 수량 자체가 부족하다는 지적도 있다.

### 불량 피복 논란
2013년부터 2015년까지 검사를 제대로 받지 않은 5천여벌의 방화복이 일선에 지급된 것으로 드러나 대한민국 국민안전처가 해당 방화복의 사용을 중단시켰다. 뒤이어 평상시에 착용하는 근무복 6만여벌도 별도의 검사 없이 납품된 것으로 밝혀졌다. 그러나 업체측은 "계약이 성사돼 처음 납품할 때는 모든 검사와 인증 절차를 밟았고, 치수나 진급에 의한 교환 요청이 들어오면 재고가 있으면 인증 도장을 받은 제품을 보내주지만, 재고가 없는 경우 같은 재료를 쓴 옷을 새로 만들어 보내주는데, 그때 검사를 못받은 것이다"라며 "수거해서 시험해보라"고 말했다. 이후 국민안전처는 납품업체를 고발하면서 "미인증 제품을 조사한 적이 없다"고 발표했지만, 실제로는 수거하여 성능에 문제가 없다는 것을 확인하였다. 업체들은 국민안전처가 이러한 결과를 확인하고도 언론에 알리지 않아 피해를 보고 있다고 주장했다. 결국 국민안전처는 문제가 된 방화복들을 검사한 결과 기준을 충족함을 확인하여 다시 착용키로 결정하였다.

## 대한민국의 소방이 등장하는 작품

### 영화
- 《싸이렌》 - 2000년
- 《리베라 메》 - 2000년
- 《새드 무비》 - 2005년
- 《해운대》 - 2009년
- 《두 개의 문》 - 2012년
- 《반창꼬》 - 2012년
- 《타워》 - 2012년
- 《터널》 - 2016년
- 《신과함께-죄와 벌》 - 2017년
- 《힘을 내요, 미스터 리》 - 2019년
- 《소방관》 - 2024년

### 드라마
- 《엔젤 아이즈》 - 2014년
- 《맨몸의 소방관》 - 2017년
- 《포레스트》 - 2020년
- 《소방서 옆 경찰서》 - 2022년
- 《엄마친구아들》 - 2024년

### 웹툰
- 《PEAK》
- 《콜사인》

## 같이 보기
- 대한민국의 경찰
- 의무소방대
- 홍제동 화재 사고